# Borgarting
Il Borgarting era una delle maggiori assemblee o thing popolari (lagting) della Norvegia medievale. Storicamente era il sito del tribunale e dell'assemblea per la regione costiera meridionale della Norvegia dal confine sud-orientale con la Svezia, verso ovest fino all'odierno Risør in Aust-Agder.
Borgarting prende il nome dalla sua sede, la città di Borg (oggi Sarpsborg). Fu fondato prima del 1164 quando assorbì i distretti Grenland e Telemark. Quando la Norvegia fu unita come regno, le prime assemblee regionali furono costituite come assemblee regionali superiori. Le antiche assemblee regionali: Frostating, Gulating, Eidsivating e Borgarting, furono infine unite in un'unica giurisdizione. Il re Magnus VI di Norvegia fece mettere per iscritto il corpo legislativo esistente (1263–1280). Nel 1274, Magnus promulgò la nuova legge nazionale (Magnus Lagabøtes landslov), un codice di leggi unificato da applicare per il Regno di Norvegia. Questa raccolta delle leggi codificate del governo (Gulatingsloven) si applicava a tutto il regno che si estendeva ai possedimenti d'oltremare, comprese le Isole Faroe e le Shetland.